# Baobab
Baobab of apenbroodboom (Adansonia) is een geslacht van acht soorten dikstammige bomen uit droge, warme gebieden. Zes soorten stammen uit Madagaskar, twee nauw gelijkende soorten uit het vasteland van Afrika en één soort uit Australië. De wetenschappelijke naam van het geslacht is ontleend aan de Franse natuuronderzoeker Michel Adanson.
De bomen worden 5 tot 25 m hoog en hebben een uitzonderlijk grote stamomtrek (diameter van de Afrikaanse baobab tot 11 m met een omtrek tot 34 m).
Tijdens het regenseizoen slaat de boom water op in de dikke stam om zo het droge seizoen te kunnen overleven.
De Baobab van Grandidier (Adansonia grandidieri), een van de zes Malagasische soorten, is de nationale boom van Madagaskar. Alle zes de soorten staan op de Rode Lijst van de IUCN.
De bomen kunnen erg oud worden. Afrikaanse olifanten eten de zachte bast van de Afrikaanse baobab. Onder meer bavianen en andere apen eten de vruchten. Daarom worden de bomen ook wel apenbroodboom genoemd.

## Soorten
- Afrika en Arabisch schiereiland:
  - Afrikaanse baobab of Afrikaanse apenbroodboom (Adansonia digitata) - centraal en zuidelijk Afrika, maar ook ingevoerd in veel andere landen
- Madagaskar:
  - Baobab van Grandidier (Adansonia grandidieri) - zuidwestelijk Madagaskar
  - Malagassische baobab (Adansonia madagascariensis) - noordwestelijk Madagaskar
  - Baobab van Perrier (Adansonia perrieri) - noordpunt van Madagaskar
  - Fony baobab (Adansonia rubrostipa, synoniem: Adansonnia fony) - Madagaskar
  - Suarez baobab (Adansonia suarezensis) - noordpunt van Madagaskar
  - Za baobab (Adansonia za) - wijdverspreid in heel Madagaskar
- Australië:
  - Australische baobab (Adansonia gregorii, synoniem: Adansonia gibbosa) - noordwesten van Australië

In 2012 werd op grond van genetisch onderzoek vermoed dat er een negende soort bestond. Deze werd Adansonia kilima of Afrikaanse bergapenbroodboom genoemd. Deze soort zou nauw gelijken op de Afrikaanse baobab. Later onderzoek toonde aan dat deze soort niet bestaat.
Volgens een legende van de San is de boom voor straf door de goden uit de hemel op de aarde gegooid en op zijn kop terechtgekomen. Daardoor lijkt het alsof de wortels in de lucht steken en de kruin in de grond staat.

## Fotogalerij

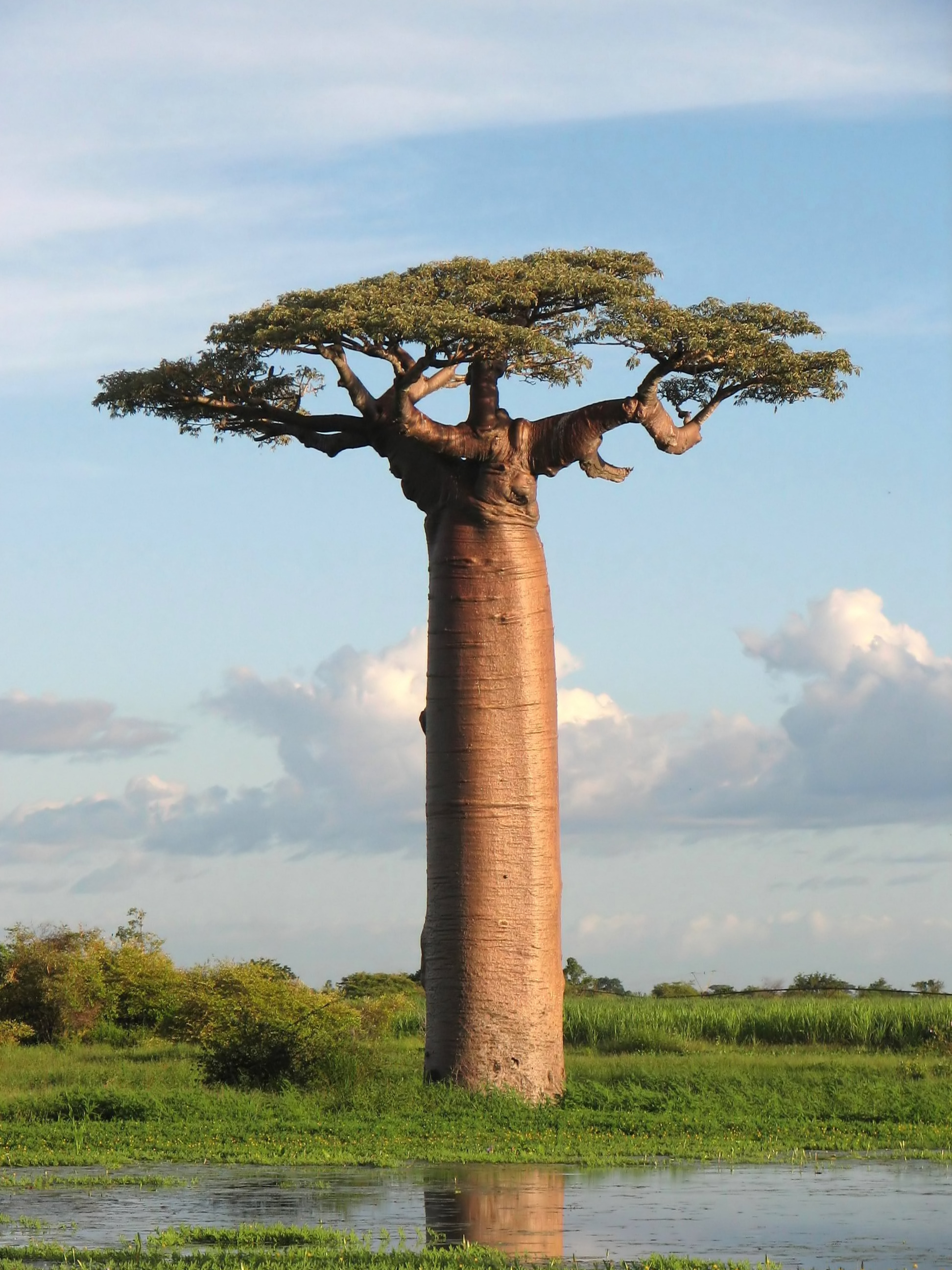
Grandidier's Baobab, Morondava, Madagaskar
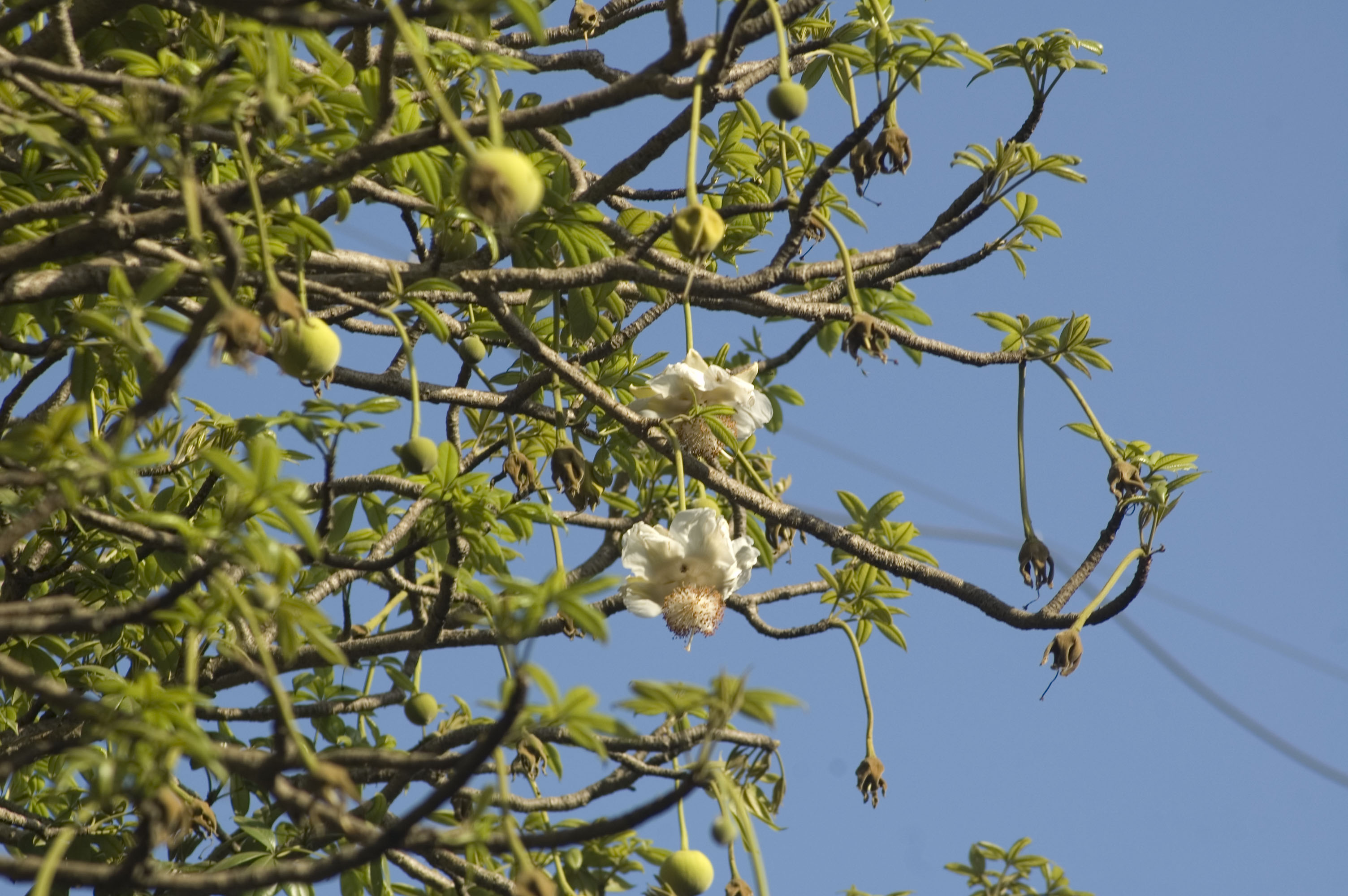
Bloemen van de Afrikaanse baobab
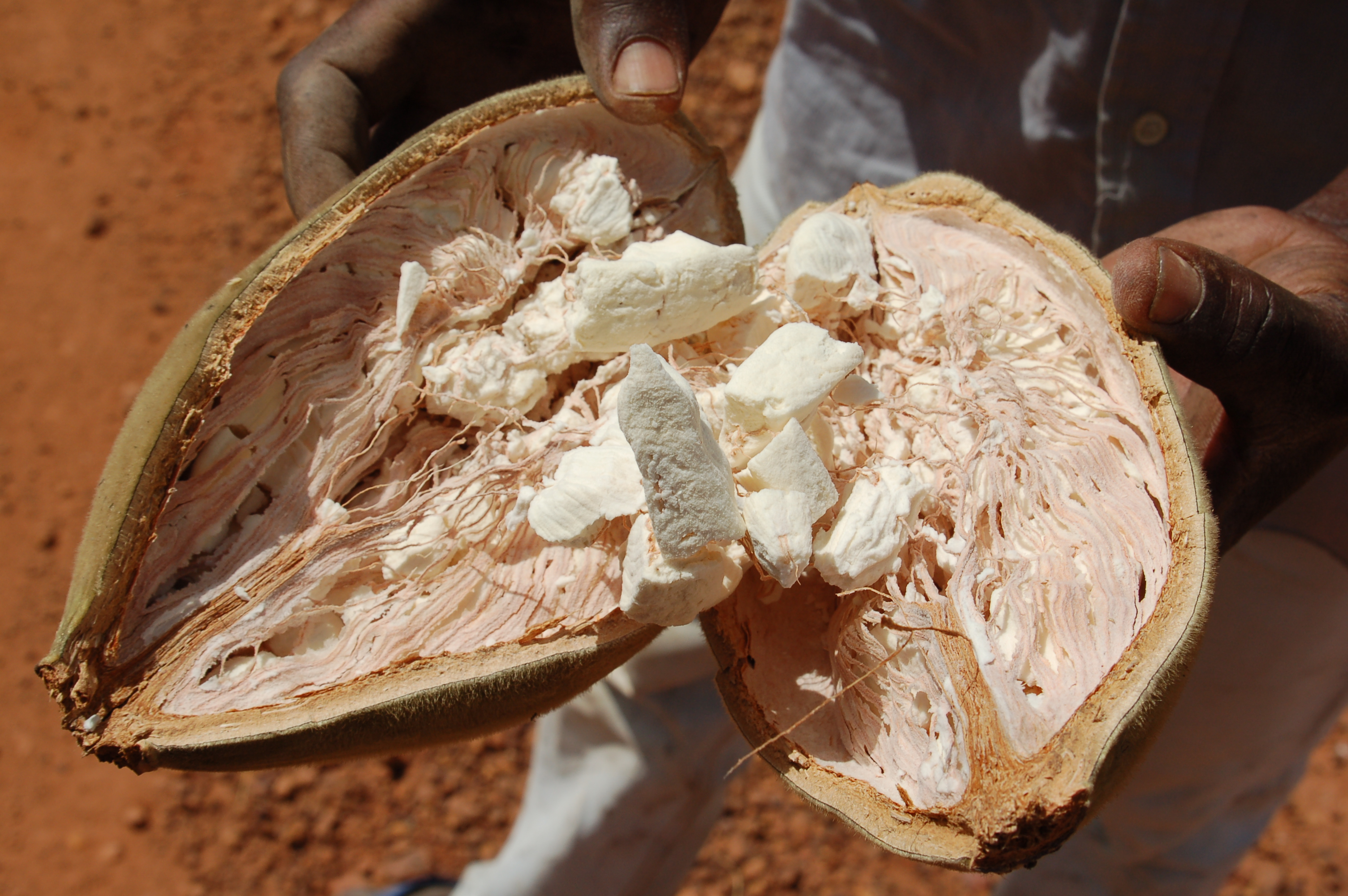
Vrucht van de Afrikaanse baobab
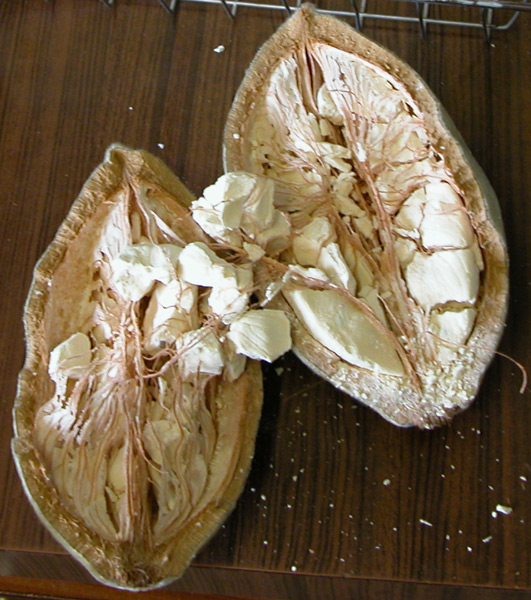
Vrucht van de Afrikaanse baobab